# Show Me the Meaning of Being Lonely
Show Me the Meaning of Being Lonely is een nummer van de Amerikaanse boyband Backstreet Boys uit 2000. Het is de derde single van hun derde studioalbum Millennium.
Het nummer is een ballad die gaat over een verloren liefde. Wereldwijd bestormde het nummer de hitlijsten, en was het goed voor diverse top 10-noteringen. In de Amerikaanse Billboard Hot 100 bereikte het nummer de 6e positie. In de Nederlandse Top 40 bereikte het de 2e positie, en in de Vlaamse Ultratop 50 de 4e.
In de videoclip wordt ook een hommage gedaan aan voormalig producer Denniz Pop die in de zomer van 1998 overleed.